# غاري وينفيلد
غاري وينفيلد هو سياسي أمريكي، ولد في عقد 1970 في ذا برونكس في الولايات المتحدة. نشط حزبياً في الحزب الديمقراطي. وقد انتخب عضو مجلس نواب كونيتيكت ‏.